# Miquel Corominas i Queralt
Miquel Corominas i Queralt (Barcelona, 8 de gener de 1955) fou un futbolista català de la dècada de 1970 i posteriorment entrenador i secretari tècnic.

## Trajectòria
Es formà al futbol base del FC Barcelona. Destacà en la seva etapa al Barcelona Atlètic i arribà a jugar al primer equip del FC Barcelona durant la temporada 1975-76. La seva etapa més destacada la va viure a la UD Salamanca entre 1977 i 1981, totes elles a primera divisió. A continuació jugà tres temporades al RCD Espanyol i finalitzà la seva carrera al CF Lloret i al CF Reus Deportiu.
Com a entrenador dirigí el CE Premià, tres temporades el CE Mataró, mitja a la UE Vilassar i mitja al CE Europa. A Segona Divisió B entrenà el CE L'Hospitalet i l'Hèrcules CF. A Segona dirigí la UE Figueres, la UD Las Palmas i la UE Lleida. També ha estat secretari tècnic de l'Espanyol (2003-05).
El seu fill David Corominas i Saura també és futbolista.